# Körcikk
A körcikk a kör egy része, melyet két sugár és egy körív határol.

## Területe

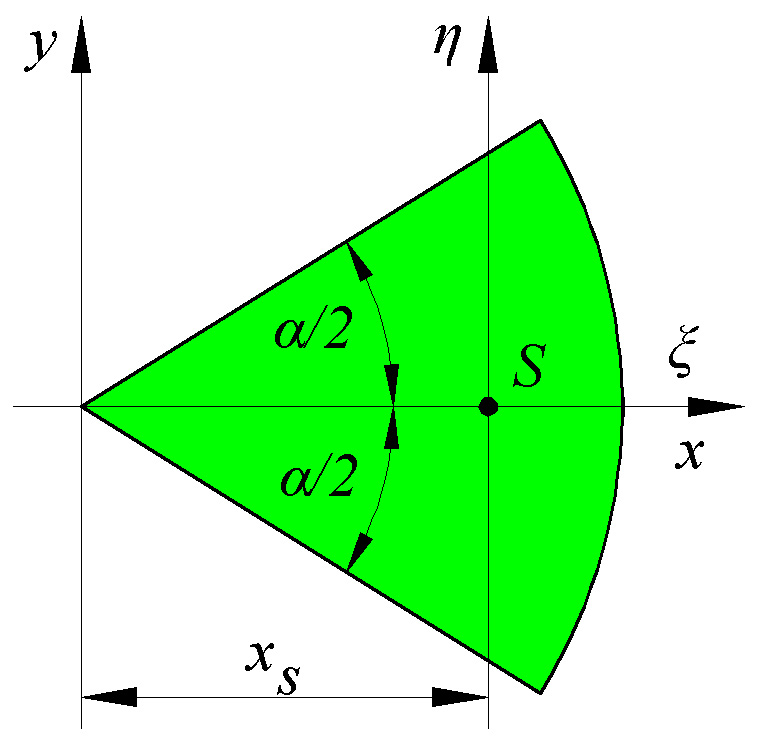
Jelölések a súlypont és a másodrendű nyomaték képleteihez

Legyen a körcikk {\displaystyle \alpha \,} középponti szöge (radiánban) és a sugara {\displaystyle r\,}. A teljes kör középponti szöge {\displaystyle 2\pi \,}, területe pedig {\displaystyle r^{2}\pi \,}. A körcikk területe arányos a középponti szögével:
{\displaystyle T=\pi r^{2}\cdot {\frac {\alpha }{2\pi }}=r^{2}\left({\frac {\alpha }{2}}\right)={\frac {1}{2}}r^{2}\alpha }.
Ha a {\displaystyle \alpha } szöget fokban adjuk meg, hasonló képlet vezethető le:
{\displaystyle T=\pi r^{2}\cdot {\frac {\alpha }{360}}}

## Súlypontja
A körcikk súlypontjának távolsága a középponttól:
{\displaystyle x_{s}={\frac {2r\sin {\frac {\alpha }{2}}}{3{\frac {\alpha }{2}}}}}

## Másodrendű nyomaték
Másodrendű nyomaték a körcikk középpontján át fektetett x és y tengelyre:
{\displaystyle I_{x}={\frac {r^{4}}{8}}(\alpha -\sin {\alpha })}
{\displaystyle I_{y}={\frac {r^{4}}{8}}(\alpha +\sin {\alpha })}
Az S súlyponton átmenő {\displaystyle \xi } és {\displaystyle \eta } tengelyre:
{\displaystyle I_{\xi }={\frac {r^{4}}{8}}(\alpha -\sin {\alpha })}
{\displaystyle I_{\eta }={\frac {r^{4}}{72\alpha }}(9\alpha (\alpha +\sin {\alpha })-64\sin ^{2}{\frac {\alpha }{2}})}